# Cuélas
Cuélas (Cuelàs en gascon) est une commune française située dans le sud du département du Gers en région Occitanie. Sur le plan historique et culturel, la commune est dans le pays d'Astarac, un territoire du sud gersois très vallonné, au sol argileux, qui longe le plateau de Lannemezan.
Exposée à un climat océanique altéré, elle est drainée par la Baisole et par divers autres petits cours d'eau.
Cuélas est une commune rurale qui compte 125 habitants en 2022, après avoir connu un pic de population de 408 habitants en 1851.  Ses habitants sont appelés les Cuélassiens ou  Cuélassiennes.

## Géographie

### Localisation
La commune de Cuélas se situe à l'extrême ouest du canton de Masseube et dans l'arrondissement de Mirande, à 17 km de Masseube et à 22 km de Mirande. Elle est limitrophe du département des Hautes-Pyrénées.

### Communes limitrophes
Les communes limitrophes sont  Duffort, Guizerix, Ponsan-Soubiran, Saint-Ost et Sainte-Aurence-Cazaux.
| Sainte-Aurence-Cazaux | Saint-Ost                  |                 |
|                       | Cuélas                     | Ponsan-Soubiran |
| Duffort               | Guizerix (Hautes-Pyrénées) |                 |

### Géologie et relief
Cuélas se situe en zone de sismicité 3 (sismicité modérée).

### Hydrographie

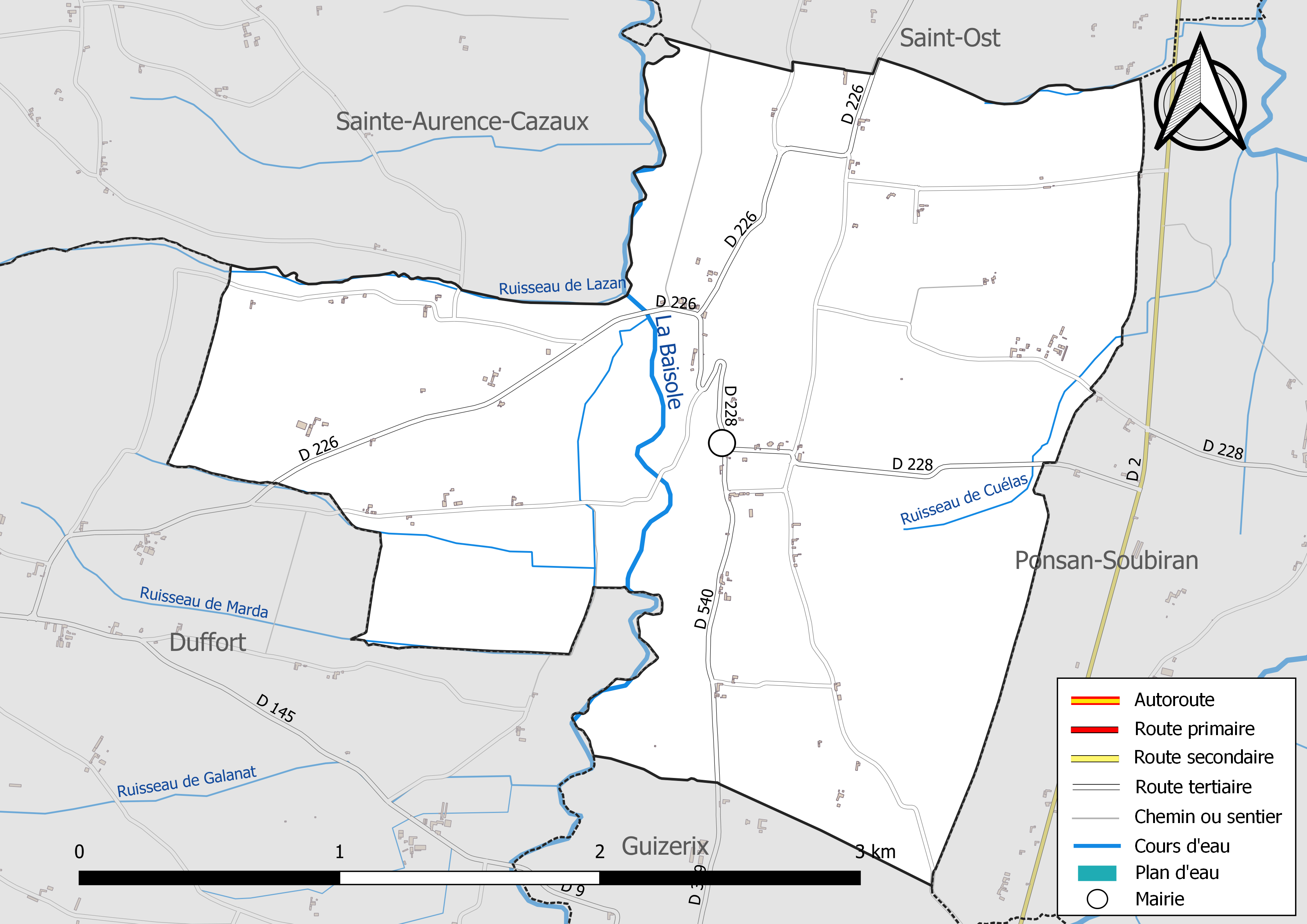
Réseaux hydrographique et routier de Cuélas.

La commune est dans le bassin de la Garonne, au sein du bassin hydrographique Adour-Garonne. Elle est drainée par la Baisole, le ruisseau de Cuélas, le ruisseau de Lazan, le ruisseau de Marda et par deux petits cours d'eau, qui constituent un réseau hydrographique de 7 km de longueur totale,.
La Baisole, d'une longueur totale de 47,2 km, prend sa source dans la commune de Campistrous et s'écoule vers le nord. Elle traverse la commune et se jette dans la Baïse à Saint-Michel, après avoir traversé 21 communes.

### Climat
Pour des articles plus généraux, voir Climat de l'Occitanie et Climat du Gers.
En 2010, le climat de la commune est de type climat océanique altéré, selon une étude s'appuyant sur une série de données couvrant la période 1971-2000. En 2020, Météo-France publie une typologie des climats de la France métropolitaine dans laquelle la commune est exposée à un climat de montagne ou de marges de montagne et est dans la région climatique Pyrénées centrales, caractérisée par une pluviométrie annuelle de 1 000 à 1 200 mm.
Pour la période 1971-2000, la température annuelle moyenne est de 12,8 °C, avec une amplitude thermique annuelle de 14,9 °C. Le cumul annuel moyen de précipitations est de 890 mm, avec 10,3 jours de précipitations en janvier et 6,7 jours en juillet. Pour la période 1991-2020, la température moyenne annuelle observée sur la station météorologique la plus proche, située sur la commune de Sadeillan à 10 km à vol d'oiseau, est de 13,6 °C et le cumul annuel moyen de précipitations est de 900,9 mm,. Pour l'avenir, les paramètres climatiques de la commune estimés pour 2050 selon différents scénarios d'émission de gaz à effet de serre sont consultables sur un site dédié publié par Météo-France en novembre 2022.

### Milieux naturels et biodiversité
Aucun espace naturel présentant un intérêt patrimonial n'est recensé sur la commune dans l'inventaire national du patrimoine naturel,,.

## Urbanisme

### Typologie
Au 1er janvier 2024, Cuélas est catégorisée commune rurale à habitat très dispersé, selon la nouvelle grille communale de densité à sept niveaux définie par l'Insee en 2022.
Elle est située hors unité urbaine et hors attraction des villes,.

### Occupation des sols
L'occupation des sols de la commune, telle qu'elle ressort de la base de données européenne d’occupation biophysique des sols Corine Land Cover (CLC), est marquée par l'importance des territoires agricoles (91,8 % en 2018), une proportion sensiblement équivalente à celle de 1990 (91,6 %). La répartition détaillée en 2018 est la suivante : 
terres arables (80,8 %), zones agricoles hétérogènes (11 %), forêts (8,2 %). L'évolution de l’occupation des sols de la commune et de ses infrastructures peut être observée sur les différentes représentations cartographiques du territoire : la carte de Cassini (XVIIIe siècle), la carte d'état-major (1820-1866) et les cartes ou photos aériennes de l'IGN pour la période actuelle (1950 à aujourd'hui).

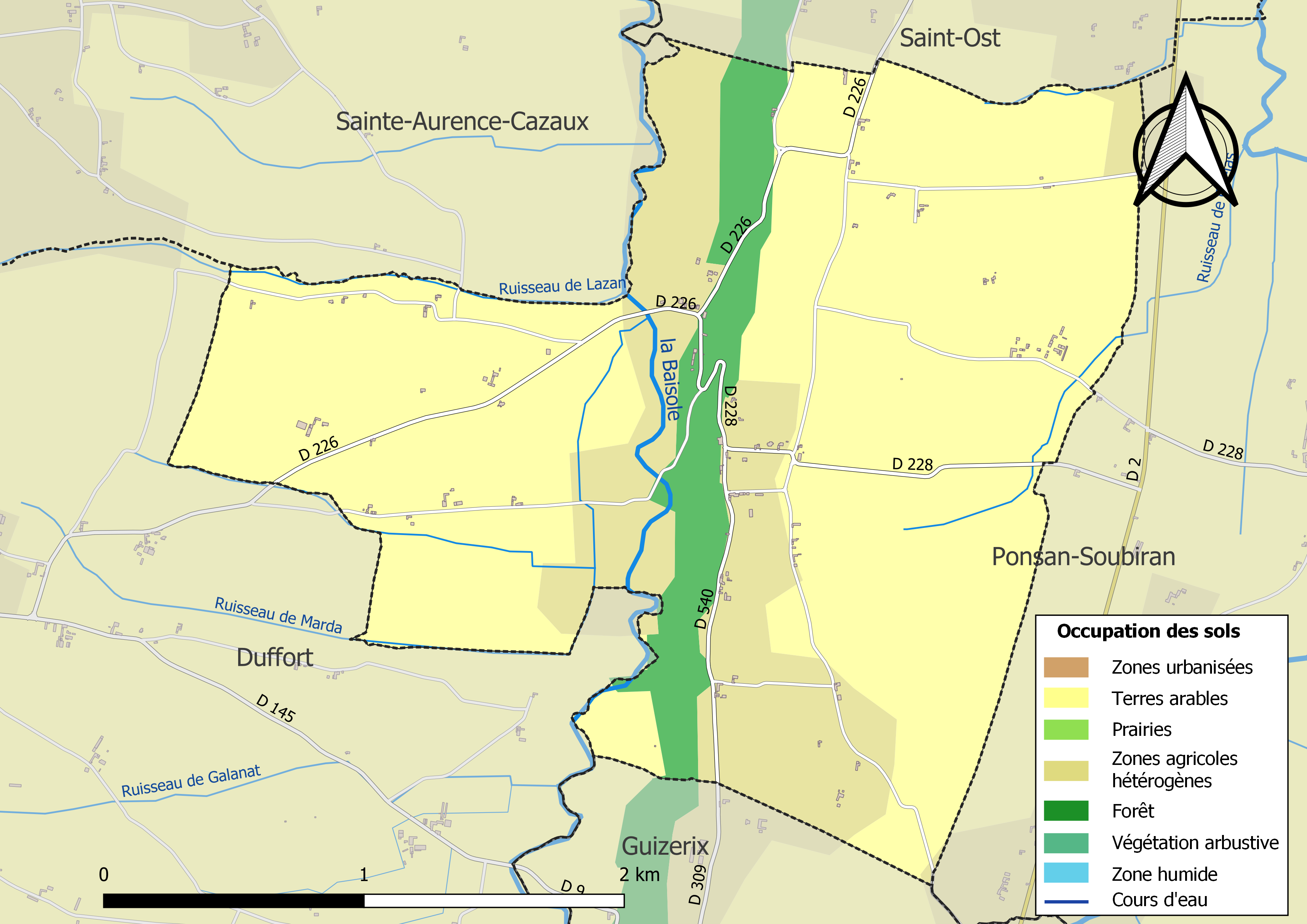
Carte des infrastructures et de l'occupation des sols de la commune en 2018 (CLC).

### Voies de communication et transports

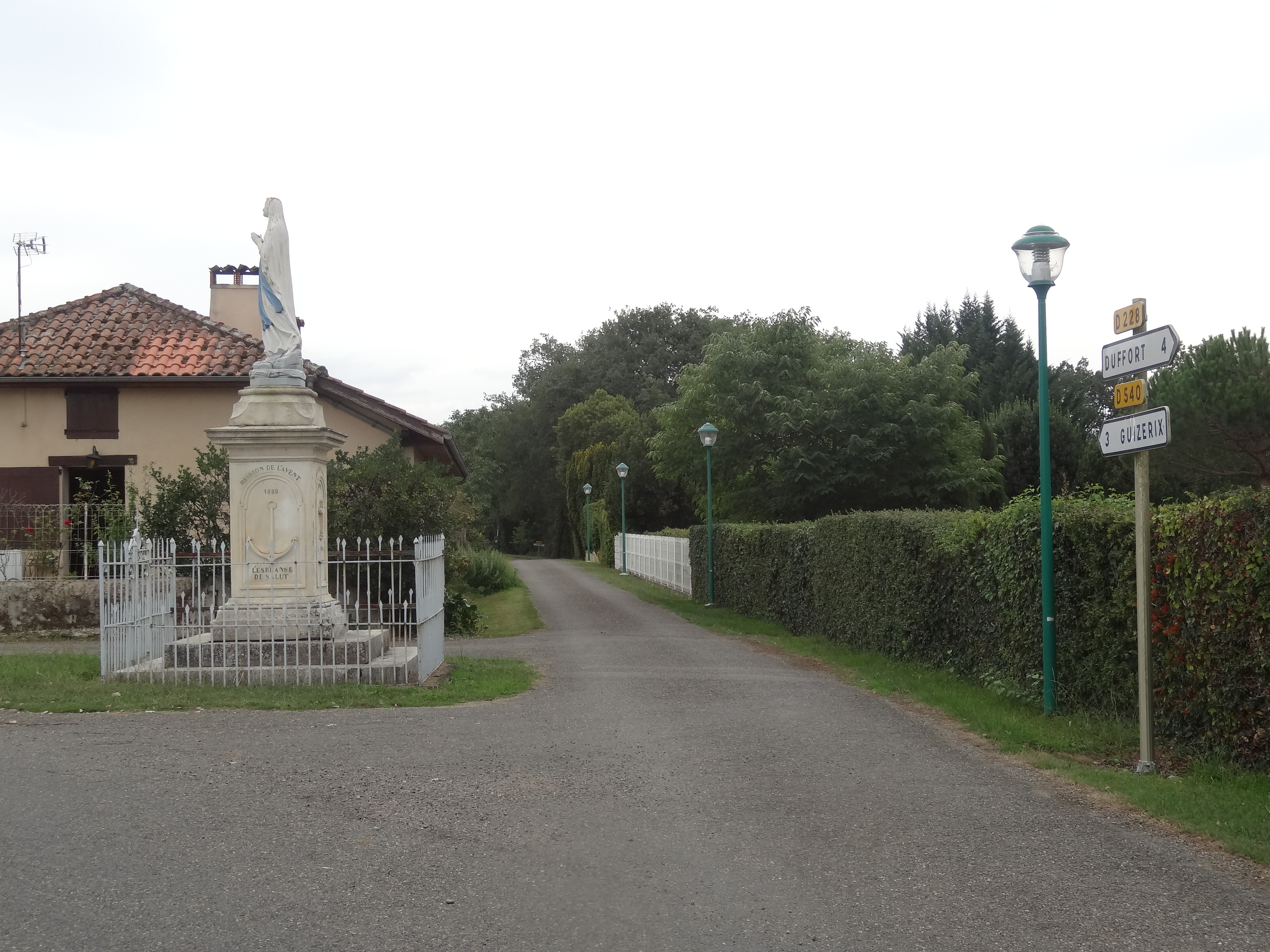
Rue principale.

### Risques majeurs
Le territoire de la commune de Cuélas est vulnérable à différents aléas naturels : météorologiques (tempête, orage, neige, grand froid, canicule ou sécheresse) et séisme (sismicité modérée). Il est également exposé à un risque technologique, la rupture d'un barrage. Un site publié par le BRGM permet d'évaluer simplement et rapidement les risques d'un bien localisé soit par son adresse soit par le numéro de sa parcelle.

#### Risques naturels

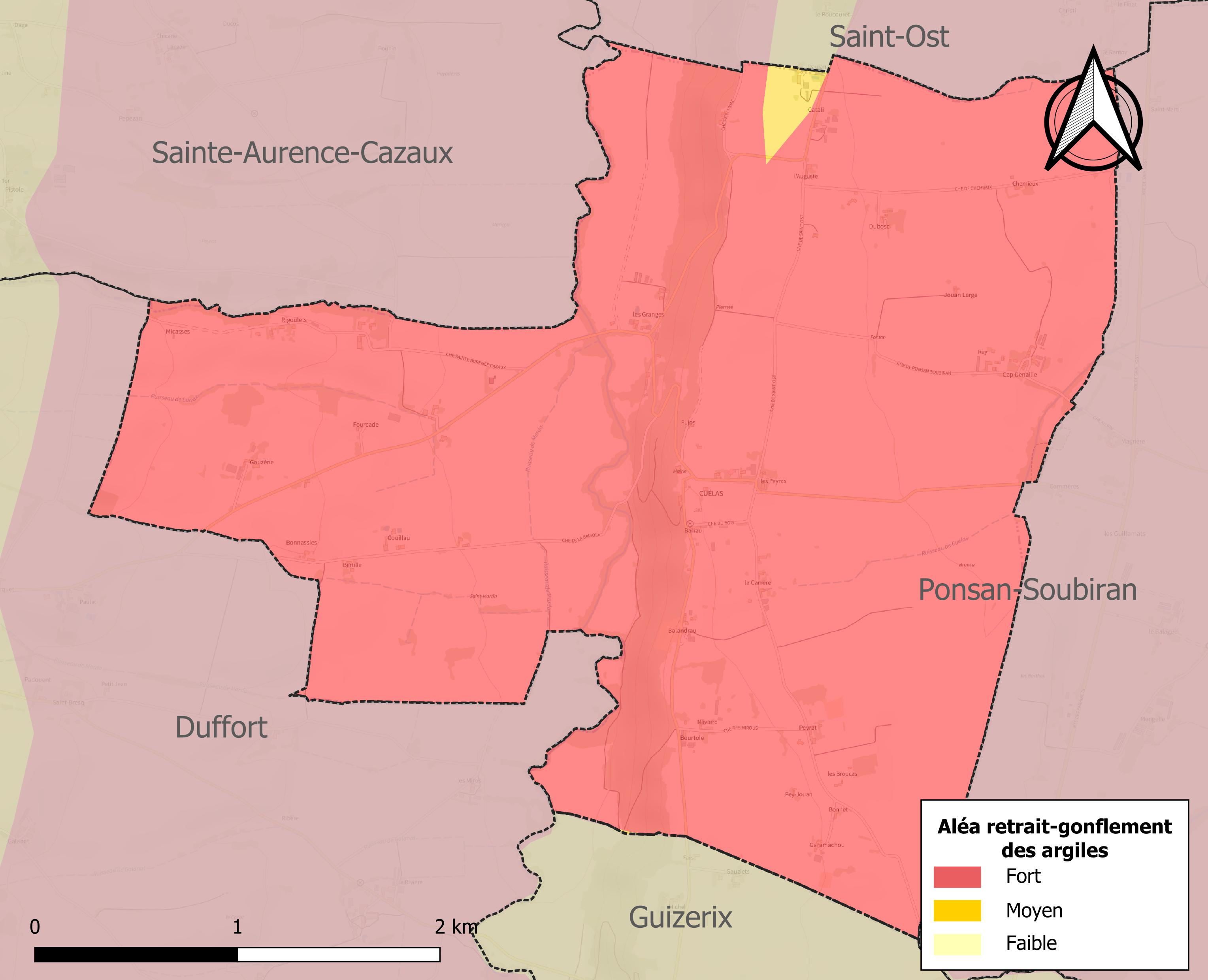
Carte des zones d'aléa retrait-gonflement des sols argileux de Cuélas.

Le retrait-gonflement des sols argileux est susceptible d'engendrer des dommages importants aux bâtiments en cas d’alternance de périodes de sécheresse et de pluie. La totalité de la commune est en aléa moyen ou fort (94,5 % au niveau départemental et 48,5 % au niveau national). Sur les 61 bâtiments dénombrés sur la commune en 2019, 61 sont en aléa moyen ou fort, soit 100 %, à comparer aux 93 % au niveau départemental et 54 % au niveau national. Une cartographie de l'exposition du territoire national au retrait gonflement des sols argileux est disponible sur le site du BRGM,.
Par ailleurs, afin de mieux appréhender le risque d’affaissement de terrain, l'inventaire national des cavités souterraines permet de localiser celles situées sur la commune.
La commune a été reconnue en état de catastrophe naturelle au titre des dommages causés par les inondations et coulées de boue survenues en 1999 et 2009. Concernant les mouvements de terrains, la commune a été reconnue en état de catastrophe naturelle au titre des dommages causés par la sécheresse en 1989 et par des mouvements de terrain en 1999.

#### Risques technologiques
La commune est en outre située en aval du barrage de Puydarrieux, un ouvrage de classe A disposant d'une retenue de 14,5 millions de mètres cubes. À ce titre elle est susceptible d’être touchée par l’onde de submersion consécutive à la rupture de cet ouvrage.

## Toponymie

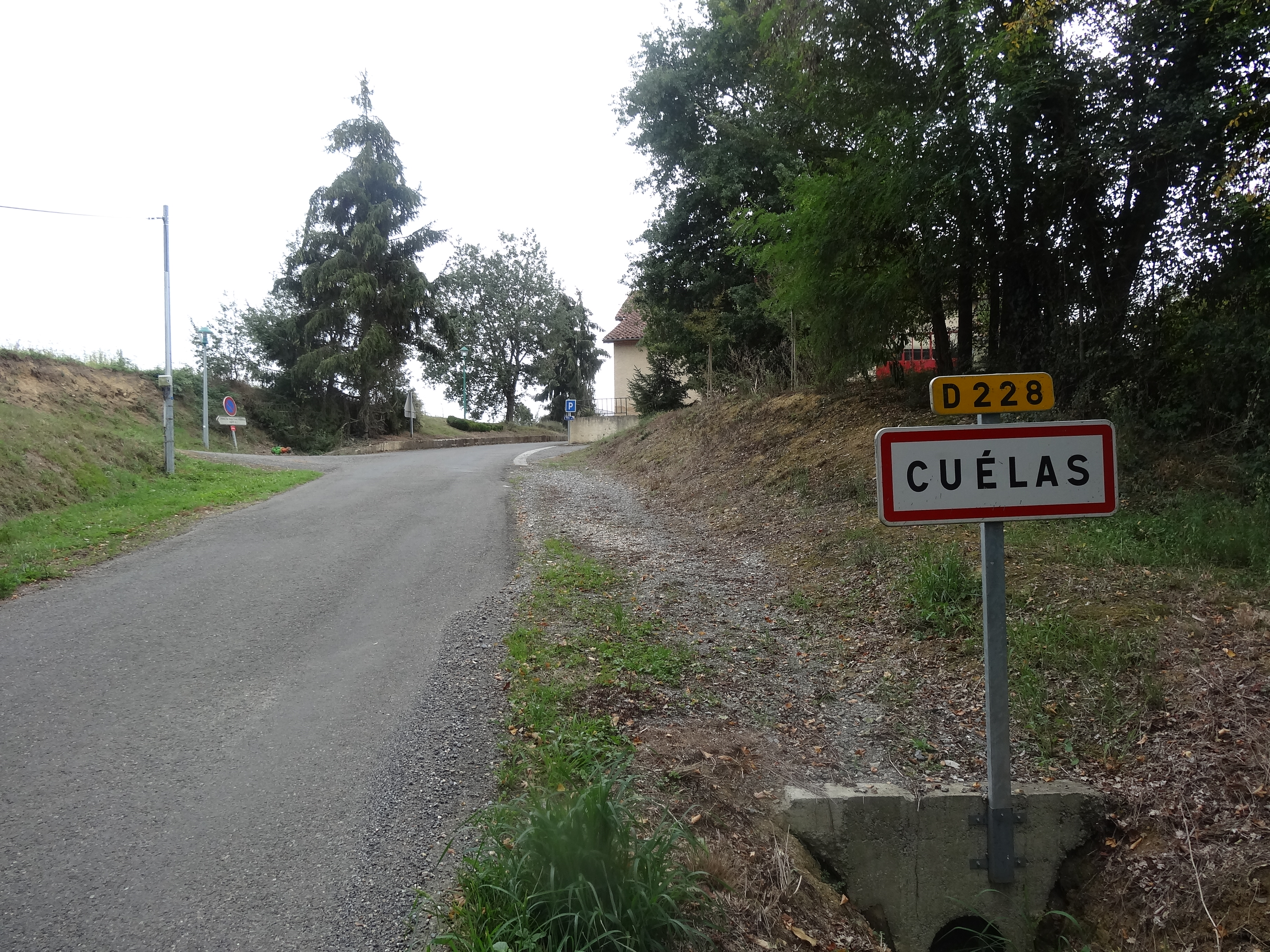
Panneau d'entrée.

### Sports

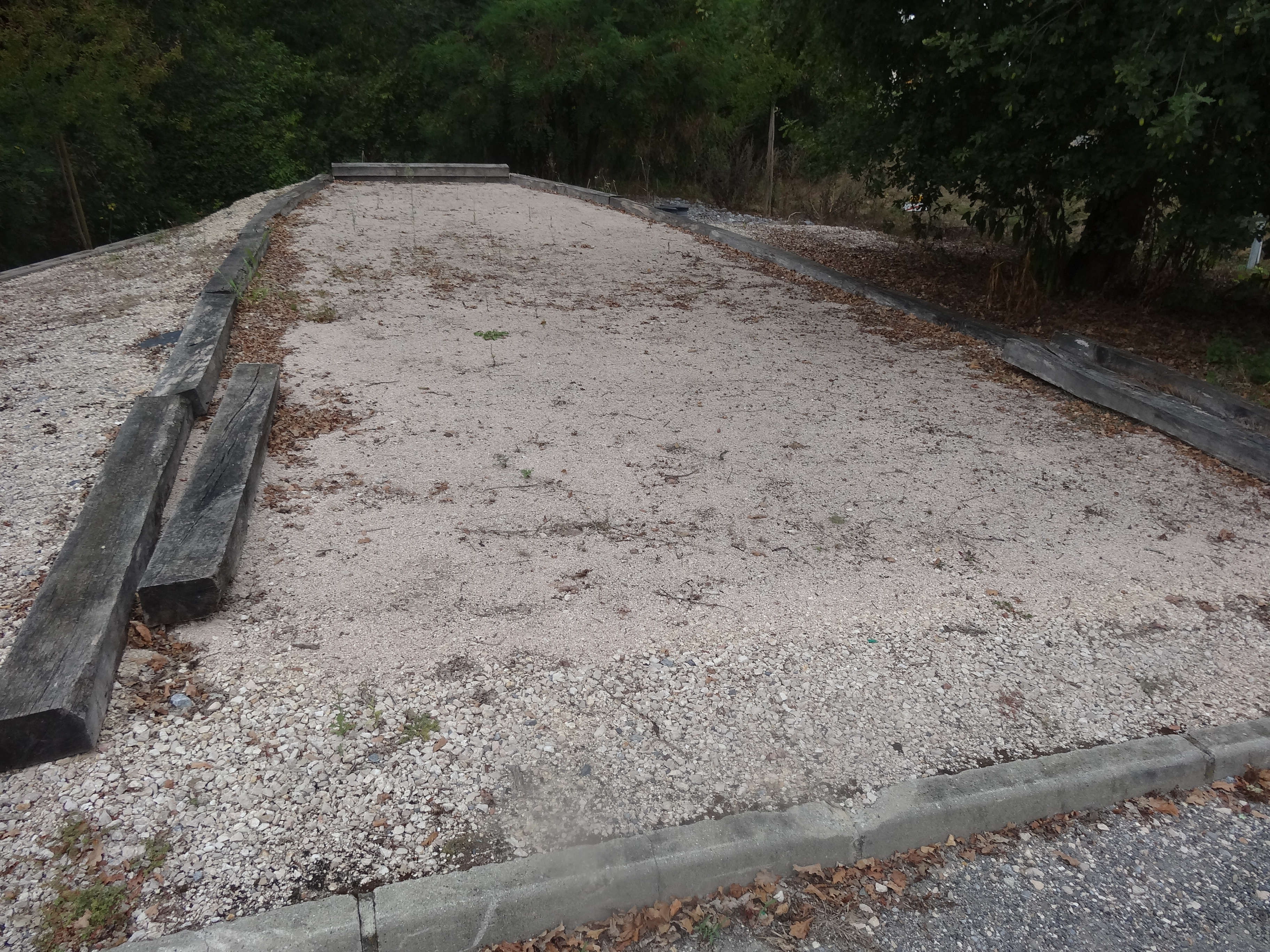
Terrain de pétanque.

## Politique et administration

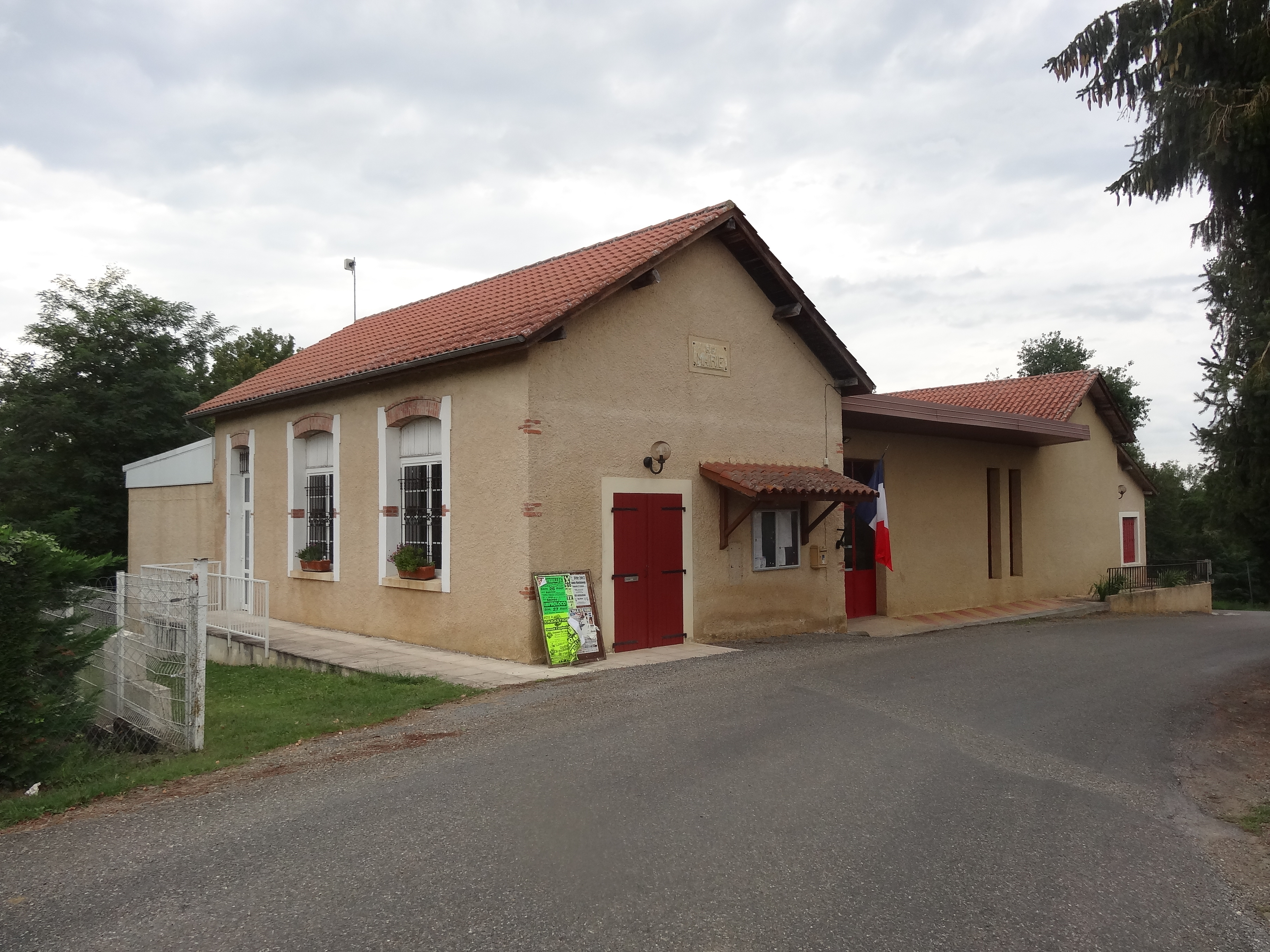
La mairie.

### Liste des maires
| Période                                  | Période  | Identité         | Étiquette | Qualité         |
| ---------------------------------------- | -------- | ---------------- | --------- | --------------- |
| mars 2001                                | En cours | Christian Duprat | UMP-LR    | Agent technique |
| Les données manquantes sont à compléter. |          |                  |           |                 |

## Population et société

### Démographie
| 1793 | 1800 | 1806 | 1821 | 1831 | 1841 | 1846 | 1851 | 1856 |
| ---- | ---- | ---- | ---- | ---- | ---- | ---- | ---- | ---- |
| 264  | 238  | 278  | 320  | 366  | 382  | 387  | 408  | 340  |

| 1861 | 1866 | 1872 | 1876 | 1881 | 1886 | 1891 | 1896 | 1901 |
| ---- | ---- | ---- | ---- | ---- | ---- | ---- | ---- | ---- |
| 386  | 348  | 322  | 312  | 313  | 290  | 255  | 273  | 248  |

| 1906 | 1911 | 1921 | 1926 | 1931 | 1936 | 1946 | 1954 | 1962 |
| ---- | ---- | ---- | ---- | ---- | ---- | ---- | ---- | ---- |
| 260  | 237  | 204  | 203  | 203  | 196  | 188  | 167  | 150  |

| 1968 | 1975 | 1982 | 1990 | 1999 | 2006 | 2011 | 2016 | 2021 |
| ---- | ---- | ---- | ---- | ---- | ---- | ---- | ---- | ---- |
| 152  | 137  | 126  | 120  | 106  | 104  | 108  | 124  | 124  |

| 2022 | - | - | - | - | - | - | - | - |
| ---- | - | - | - | - | - | - | - | - |
| 125  | - | - | - | - | - | - | - | - |

### Manifestations culturelles et festivités

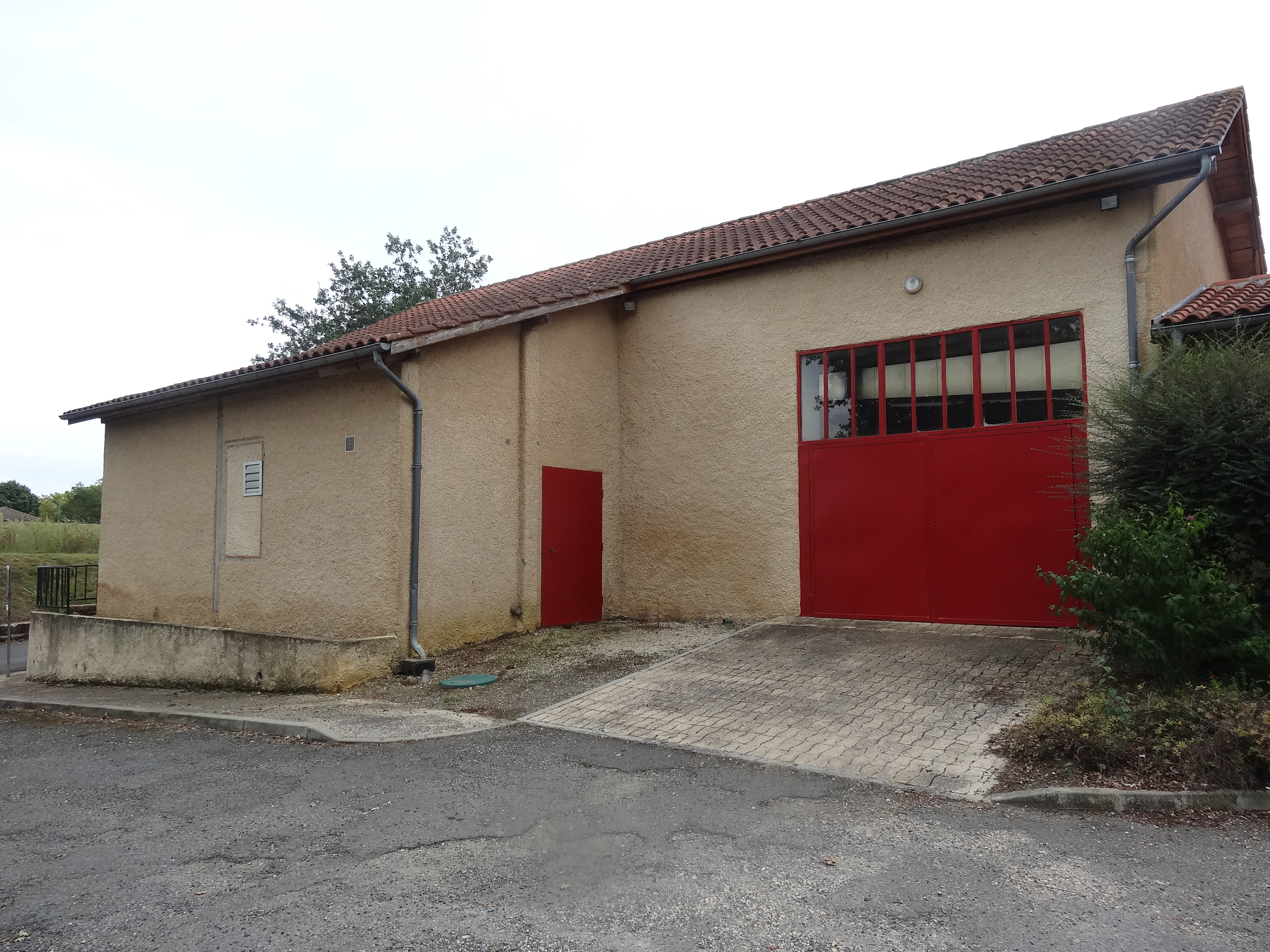
Foyer de la commune.

- Fête patronale : 11 novembre[29].

## Économie

### Emploi
|                | 2008  | 2013  | 2018  |
| -------------- | ----- | ----- | ----- |
| Commune        | 6 %   | 7,8 % | 2,6 % |
| Département    | 6,1 % | 7,5 % | 8,2 % |
| France entière | 8,3 % | 10 %  | 10 %  |

En 2018, la population âgée de 15 à 64 ans s'élève à 77 personnes, parmi lesquelles on compte 71,4 % d'actifs (68,8 % ayant un emploi et 2,6 % de chômeurs) et 28,6 % d'inactifs,. Depuis 2008, le taux de chômage communal (au sens du recensement) des 15-64 ans est inférieur à celui de la France et du département.
La commune est hors attraction des villes,. Elle compte 14 emplois en 2018, contre 17 en 2013 et 14 en 2008. Le nombre d'actifs ayant un emploi résidant dans la commune est de 55, soit un indicateur de concentration d'emploi de 25,4 % et un taux d'activité parmi les 15 ans ou plus de 49,6 %.
Sur ces 55 actifs de 15 ans ou plus ayant un emploi, 11 travaillent dans la commune, soit 20 % des habitants. Pour se rendre au travail, 96,4 % des habitants utilisent un véhicule personnel ou de fonction à quatre roues et 3,6 % n'ont pas besoin de transport (travail au domicile).

### Activités hors agriculture
7 établissements sont implantés  à Cuélas au 31 décembre 2019.
Le secteur de l'industrie manufacturière, des industries extractives et autres est prépondérant sur la commune puisqu'il représente 42,9 % du nombre total d'établissements de la commune (3 sur les 7 entreprises implantées  à Cuélas), contre 12,3 % au niveau départemental.

### Agriculture
La commune est dans l'Astarac, une petite région agricole englobant tout le Sud du départementle centre-nord du département du Gers, un quart de sa superficie, et correspond au pied de lʼéventail gascon. En 2020, l'orientation technico-économique de l'agriculture  sur la commune est la culture de céréales et/ou d'oléoprotéagineuses.
|               | 1988 | 2000 | 2010 | 2020 |
| ------------- | ---- | ---- | ---- | ---- |
| Exploitations | 25   | 20   | 16   | 17   |
| SAU (ha)      | 723  | 782  | 682  | 820  |

Le nombre d'exploitations agricoles en activité et ayant leur siège dans la commune est passé de 25 lors du recensement agricole de 1988  à 20 en 2000 puis à 16 en 2010 et enfin à 17 en 2020, soit une baisse de 32 % en 32 ans. Le même mouvement est observé à l'échelle du département qui a perdu pendant cette période 51 % de ses exploitations,. La surface agricole utilisée sur la commune a quant à elle augmenté, passant de 723 ha en 1988 à 820 ha en 2020. Parallèlement la surface agricole utilisée moyenne par exploitation a augmenté, passant de 29 à 48 ha.

## Culture locale et patrimoine

### Lieux et monuments
L'église Saint-Martin est constituée d'un sanctuaire à sept pans coupés à l'intérieur ainsi que d'un chapiteau historié en marbre blanc représentant l'adoration des mages et qui vient du cloître de Trie-sur-Baïse.

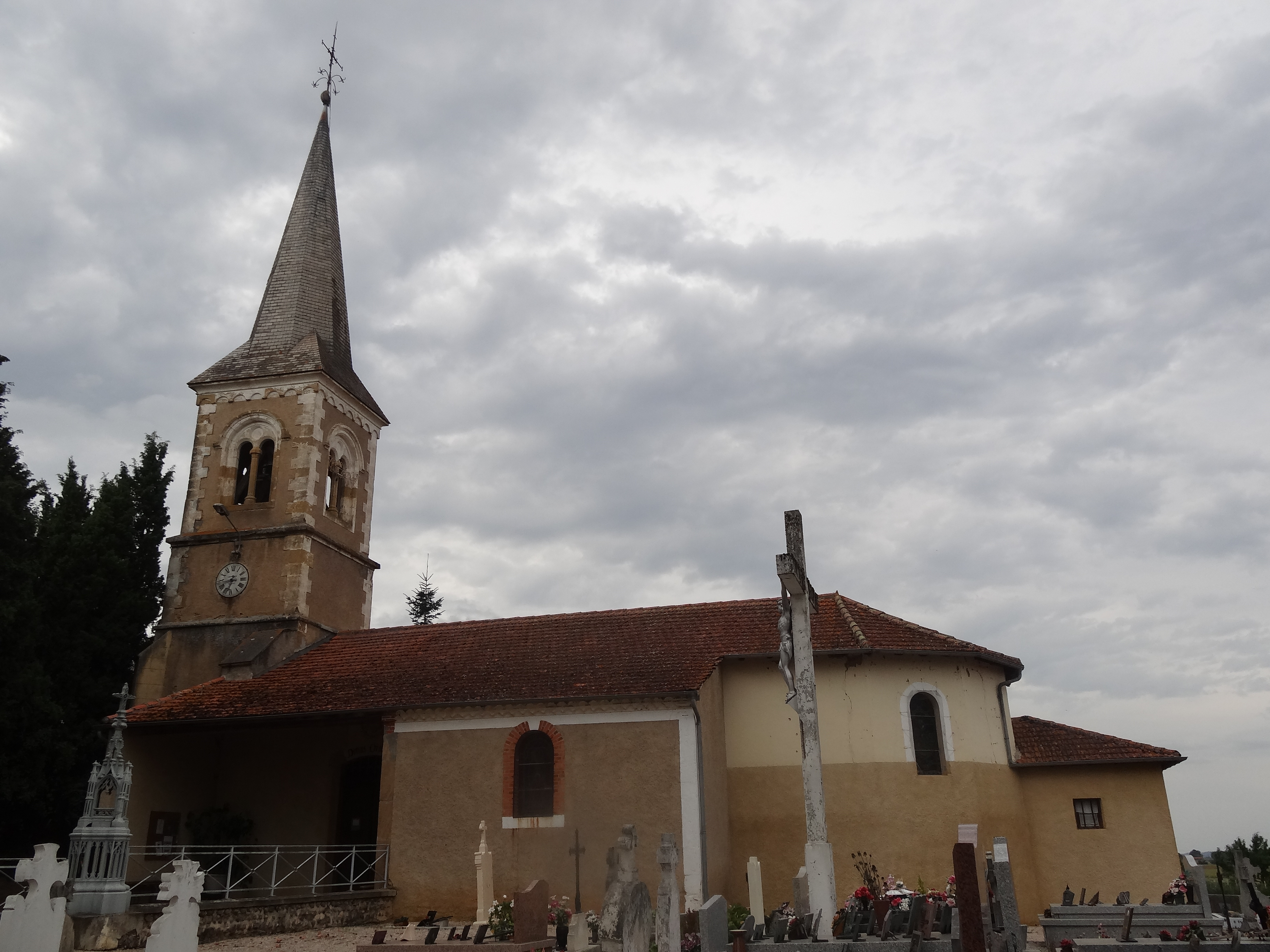
L'église.
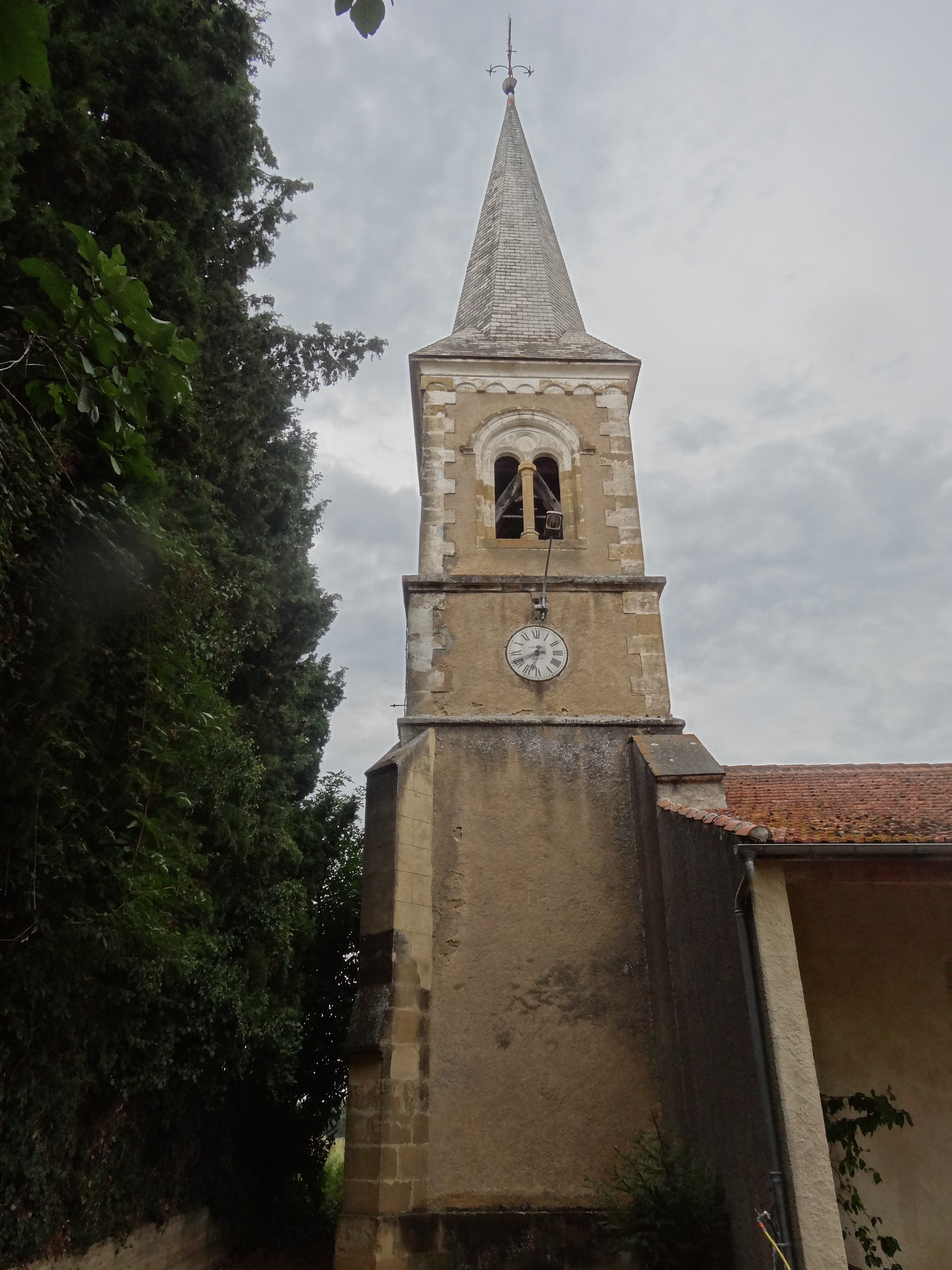
Autre vue de l'église.
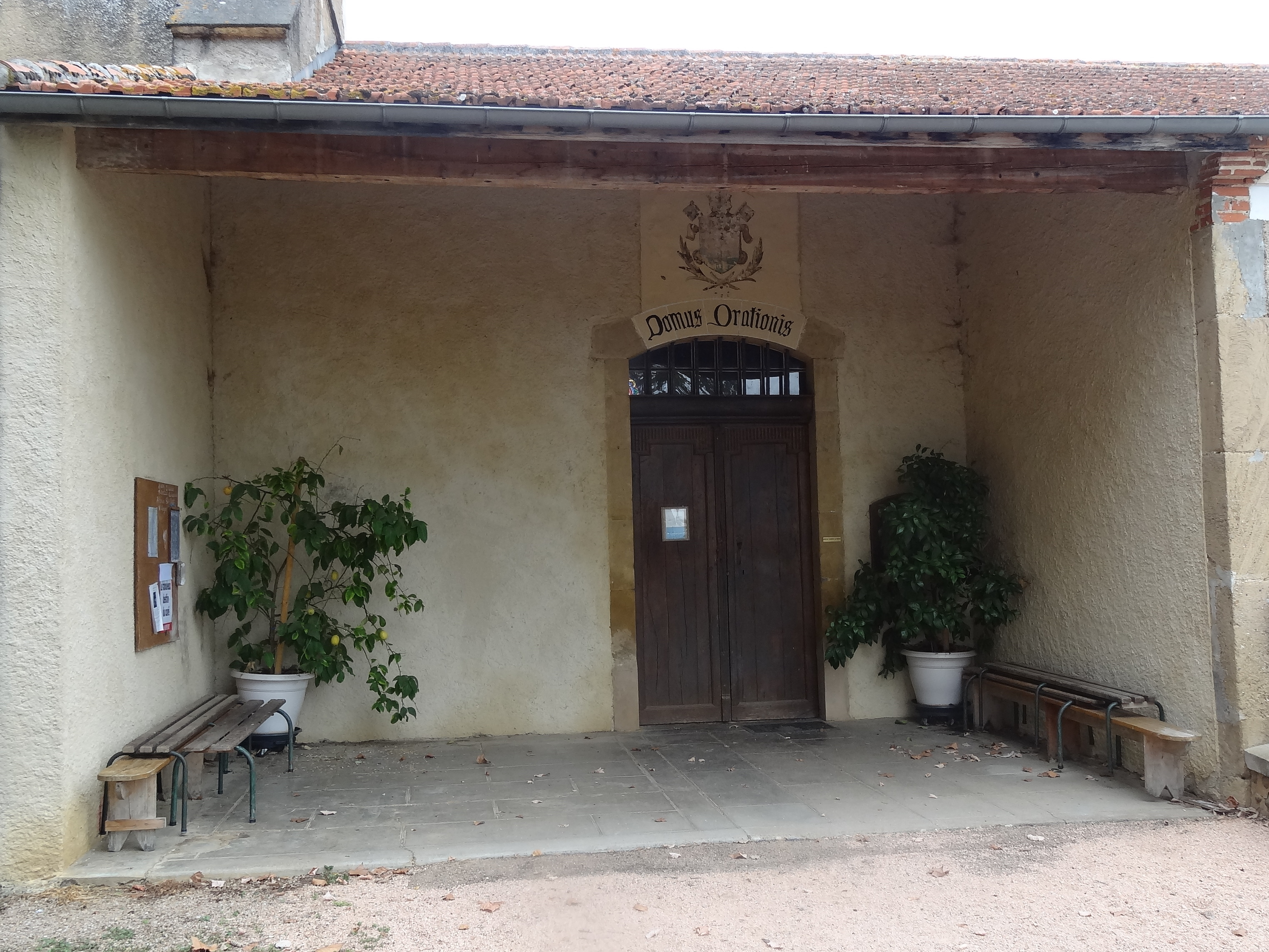
Clocher de l'église.
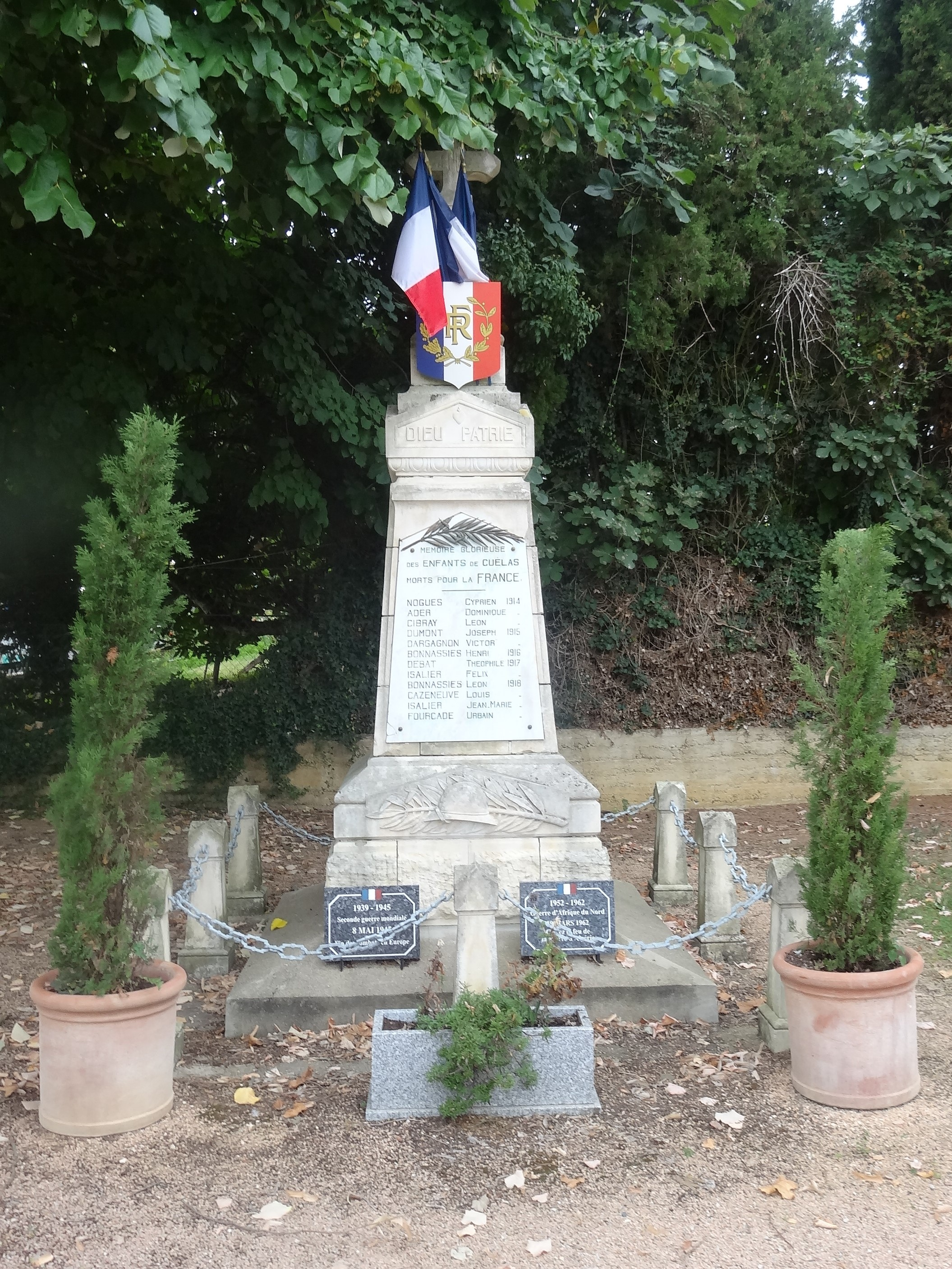
Le monument aux morts.